# Saint-Maurice-près-Pionsat
Saint-Maurice-près-Pionsat är en kommun i departementet Puy-de-Dôme i regionen Auvergne-Rhône-Alpes i centrala Frankrike. Kommunen ligger i kantonen Pionsat som tillhör arrondissementet Riom. År 2022 hade Saint-Maurice-près-Pionsat 363 invånare.

## Befolkningsutveckling
Antalet invånare i kommunen Saint-Maurice-près-Pionsat
| Referens: INSEE |